# マイアミビーチ

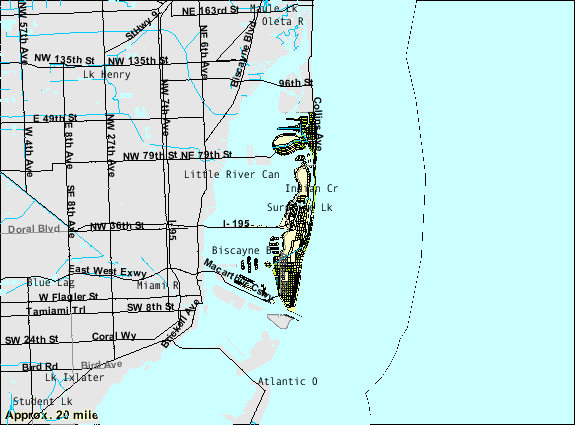
中央の島　左はマイアミ市

マイアミビーチ（Miami Beach）は、アメリカ合衆国フロリダ州マイアミ・デイド郡にある都市。温暖なリゾートとして有名な観光都市。人口は8万2890人（2020年）。

## 概要
マイアミ市からビスケーン湾をはさんで東側にあり、南北に細長いバリアー島である。マイアミ市とは橋でつながっているため、通常は単に「マイアミ」と呼ばれることも多い。
マイアミ東沖合の砂洲状の土地を埋め立てて造成され、ホテルや住宅が建てられて1915年に成立した。フロリダ半島南部にあり、熱帯気候のためリゾートとして人気を呼んだ。世界都市であるマイアミに隣接するので、アメリカに限らず世界各国出身の人々が集まっている。
古くからユダヤ系の人々が多く、かつては人口の過半数がユダヤ系で占められたこともある。これに関係してホロコースト・ミュージアムがある。現在はヒスパニック系が増え、他のラテンアメリカ系（キューバ系が多い）と合わせると人口の過半数となっている。富裕層が集まる一方で貧困者も多く、「全米で最も危険な中小都市」といわれたこともある。

## 歴史

### 沿革
- 1915年3月26日 - 町から市になる
- 1916年 - マングローブ林の開発開始
- 1918年 - 本土との5本の接続道路完成
- 1920年 - 土地ブーム始まる。カジノ建設
- 1922年 - Bayshoreゴルフコース建設
- 1924年 - La Gorceゴルフコース建設
- 1926年 - "Great Miami"ハリケーンの直撃により、壊滅的な打撃を受ける
- 1927年 - 最初のシナゴーグ=テンプルベスデビット創立
- 1929年 - フラミンゴ公園が公設になる
- 1931年 - アール・デコ調のホテル建設ブーム最盛期
- 1946年 - ザビア・クガートのマイアミビーチ・ルンバがヒット
- 1957年 - コンヴェンション・センター開設
- 1959年 - 藤沢市と姉妹都市提携
- 1966年 - The Jackie Gleason Show 始まる
- 1968年 - ビスケーン国定史跡指定
- 1977年 - 海底砂による養浜工事～1981
- 1980年 - ビスケーン国立公園指定。キューバ難民急増
- 1988年 - ルーマス国立公園指定
- 1990年 - ホロコースト記念碑オープン
- 1992年 - ハリケーン・アンドリューの直撃により大被害

## ギャラリー

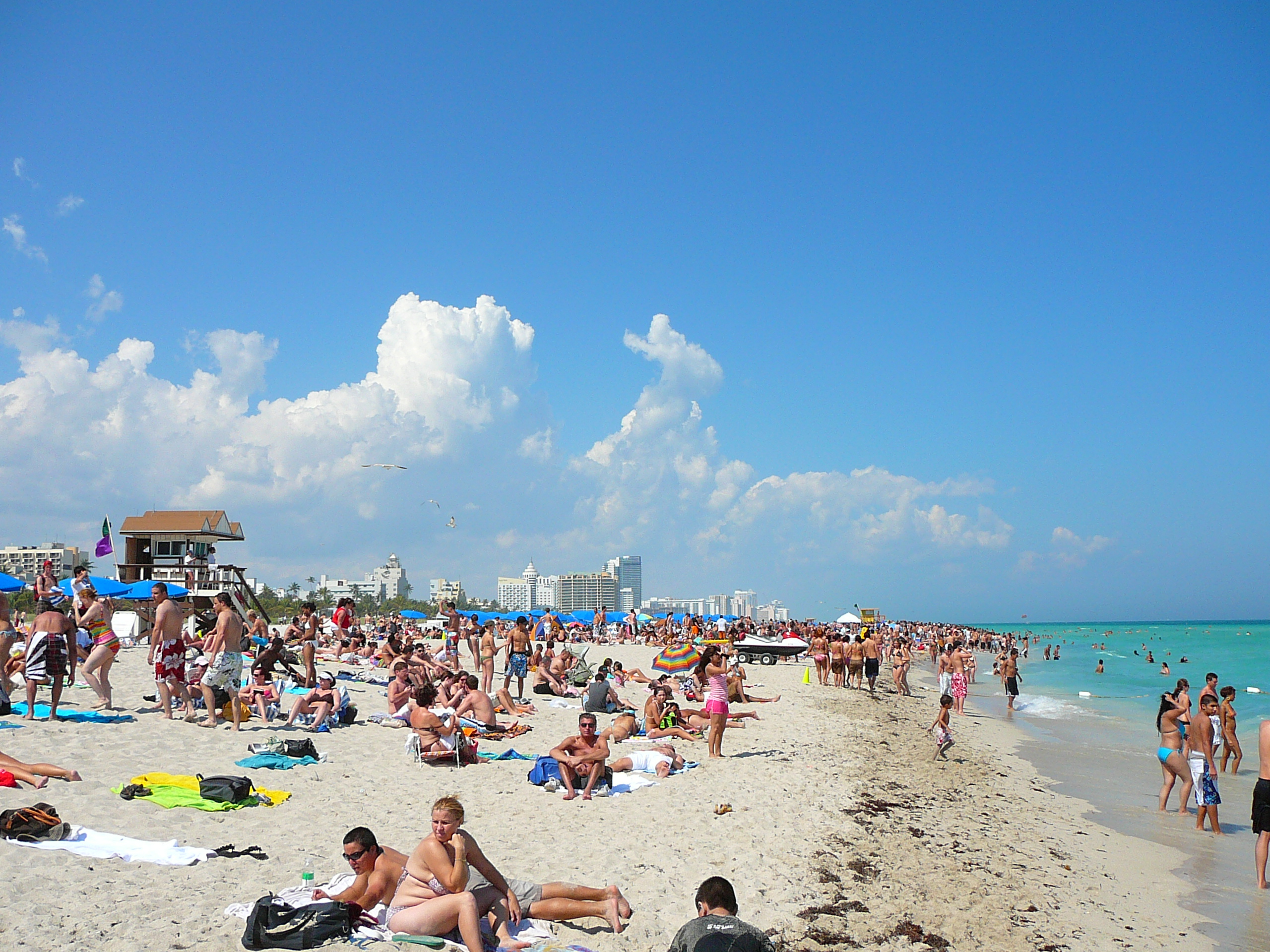
サウスビーチ
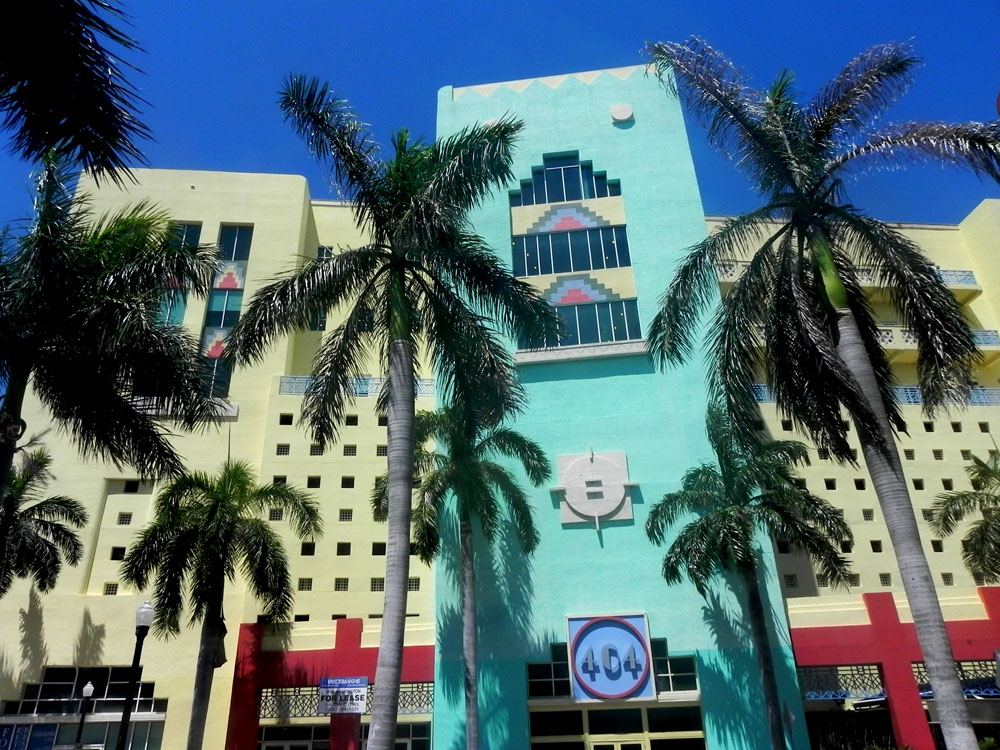
アート・デコ地区
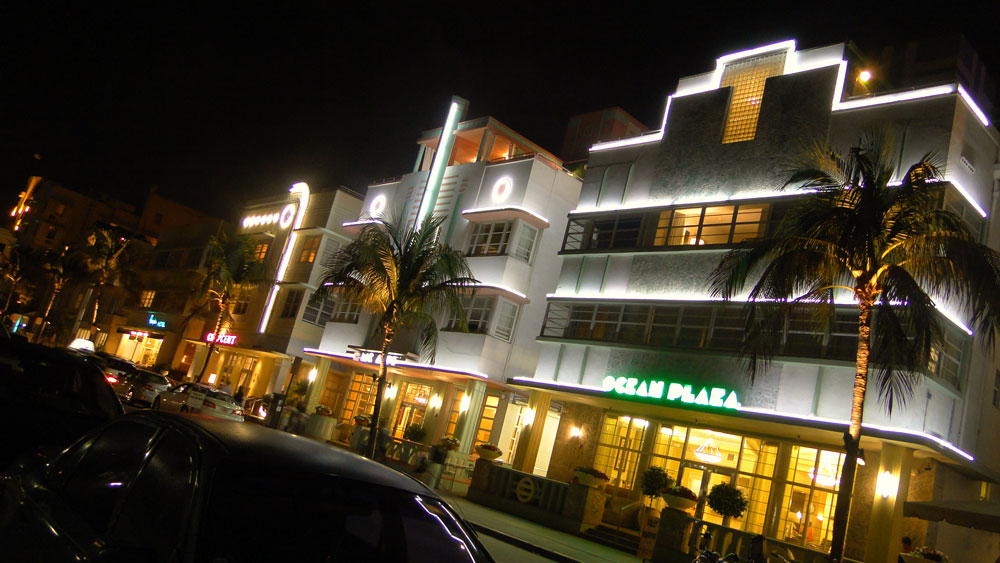
アート・デコ地区の夜景

## 対外関係

### 姉妹都市･提携都市
姉妹都市
- 藤沢市（日本） - 1959年
- ナハリヤ（イスラエル） - 1971年
- サンタ・マルタ（コロンビア） - 1979年
- コスメル（メキシコ） - 1992年
- イカ（ペルー） - 1996年
- ペスカーラ（イタリア） - 1997年
- アルモンテ（スペイン） - 1998年
- チェスキー・クルムロフ（チェコ） - 2002年
- フォルタレザ（ブラジル） - 2006年
- ブランプトン（カナダ） - 2008年

提携都市
- リオ・デ・ジャネイロ（ブラジル） - 2006年
- アスマラ（エリトリア） - 2017年

## 出身･関連著名人
- ブレット・ラトナー
- エヴェレット・マッギル